# Łężany (województwo warmińsko-mazurskie)

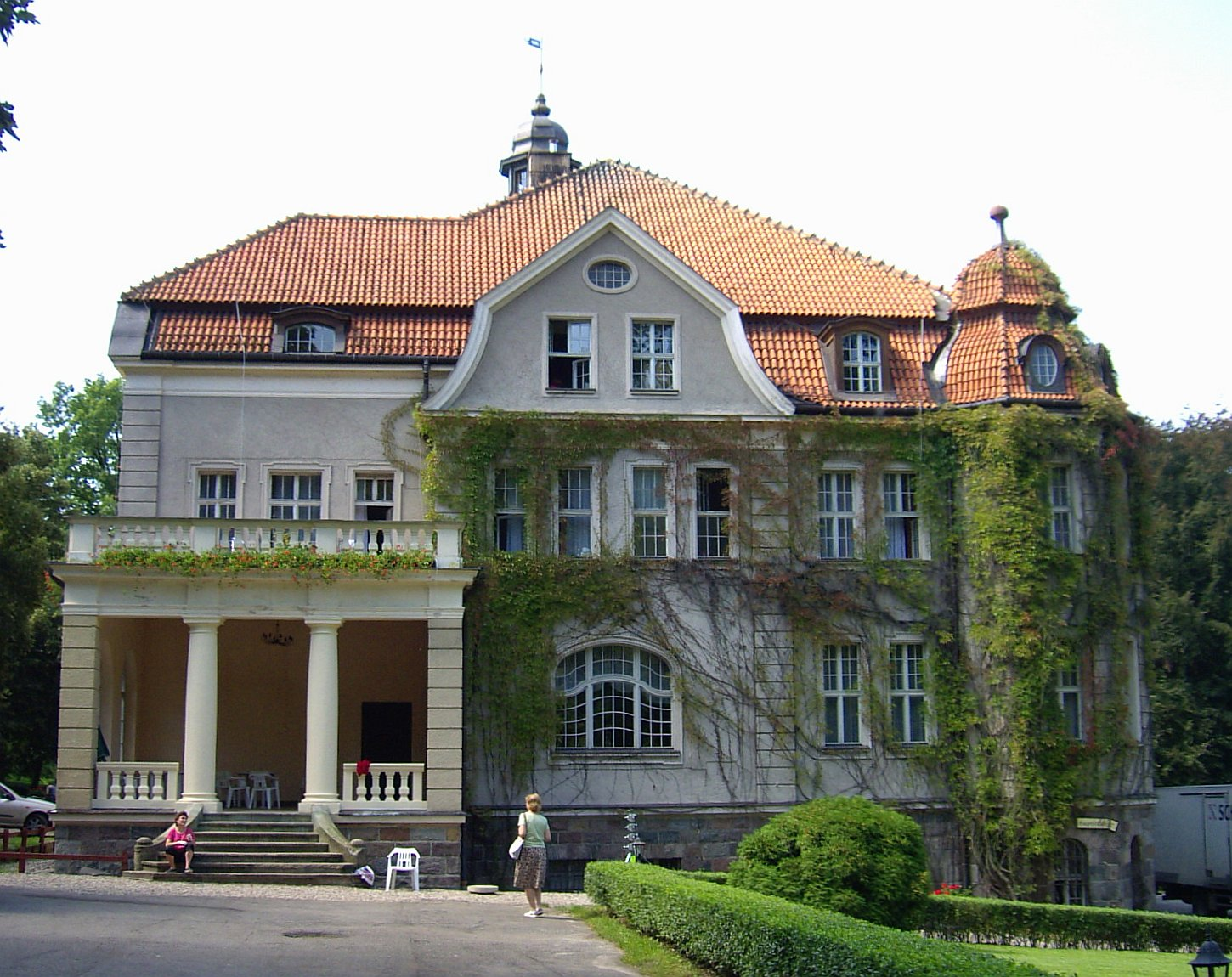
Pałac w Łężanach

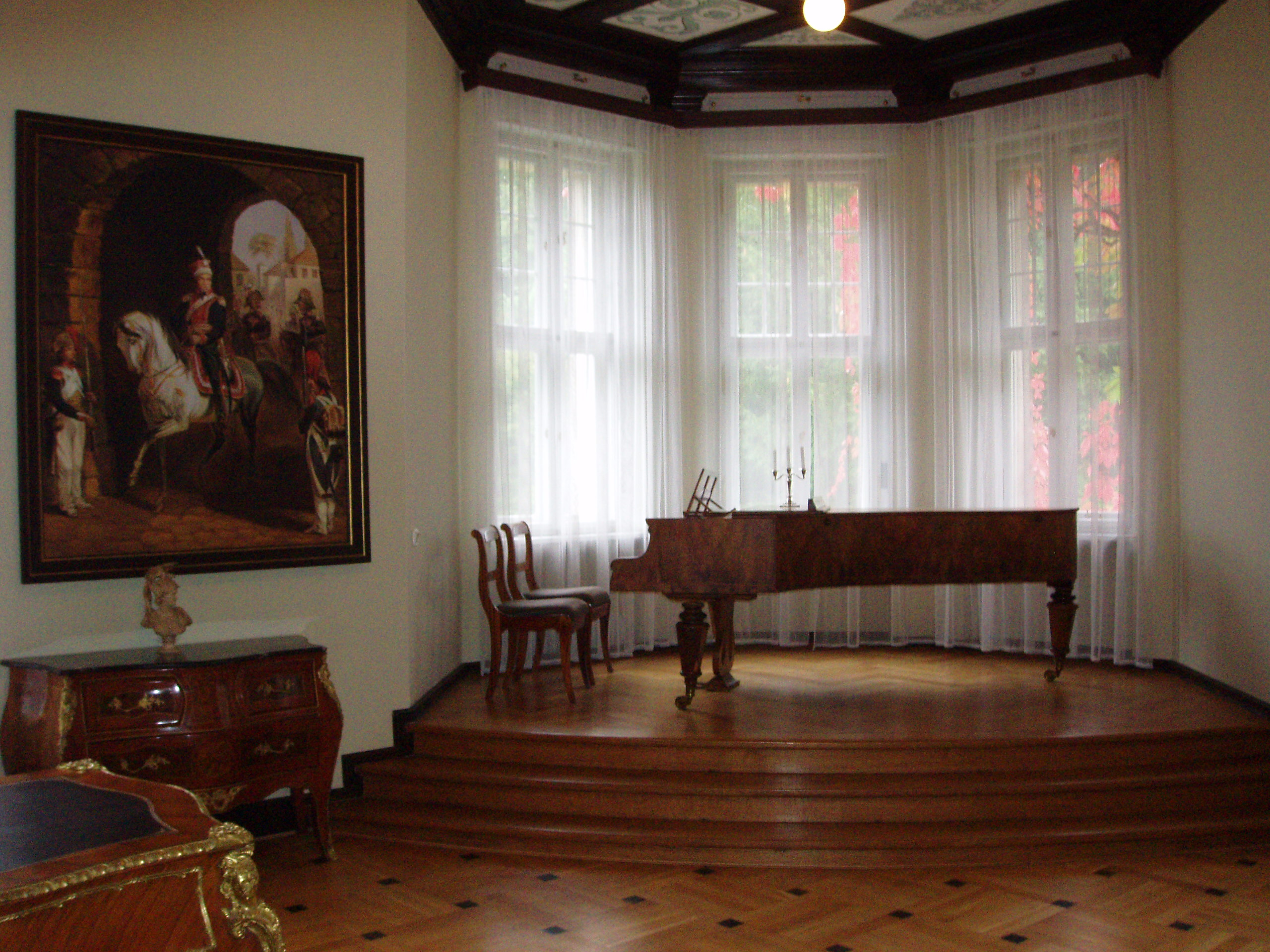
Pałac w Łężanach, wnętrze

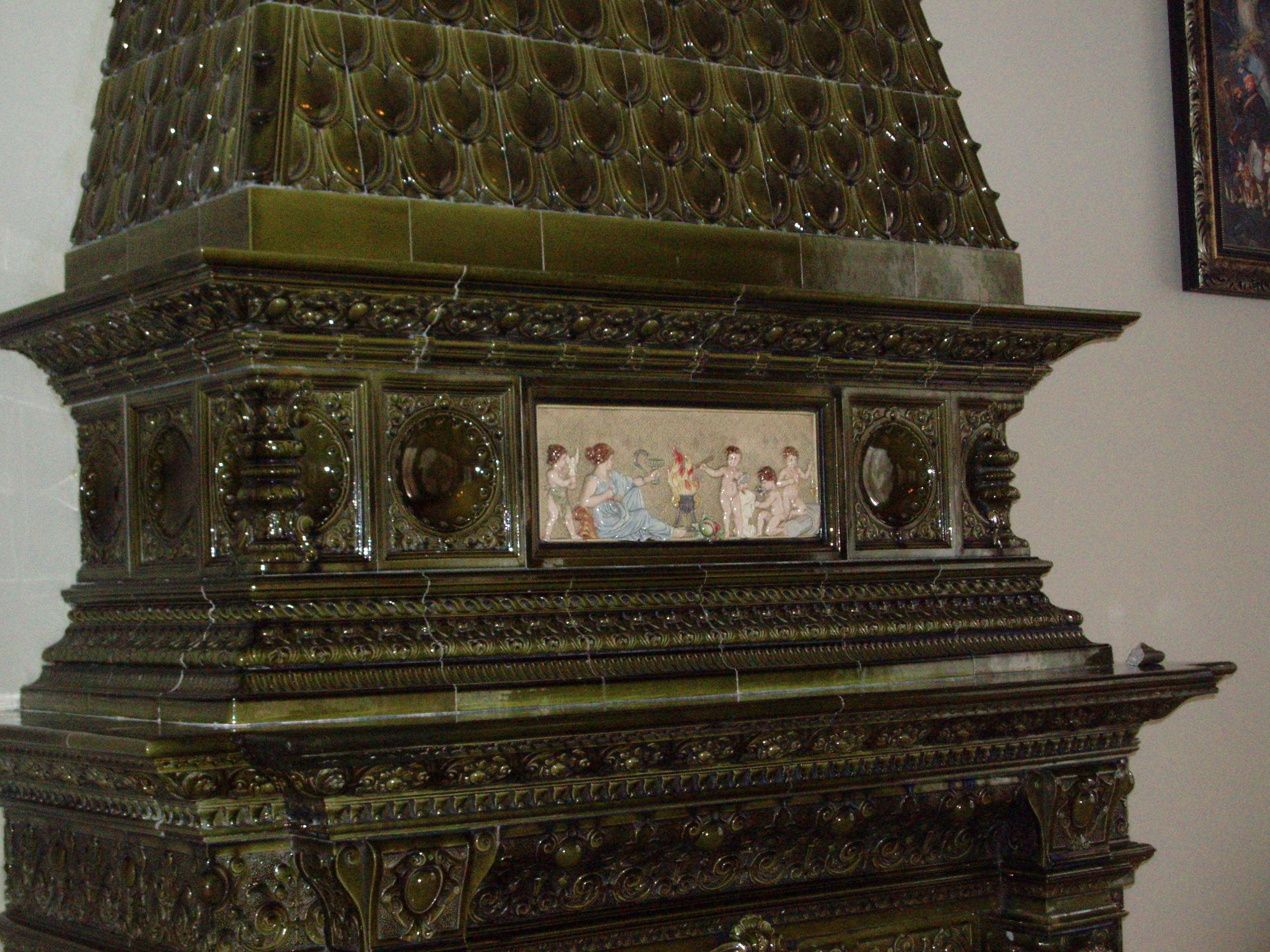
Pałac w Łężanach, kominek kaflowy

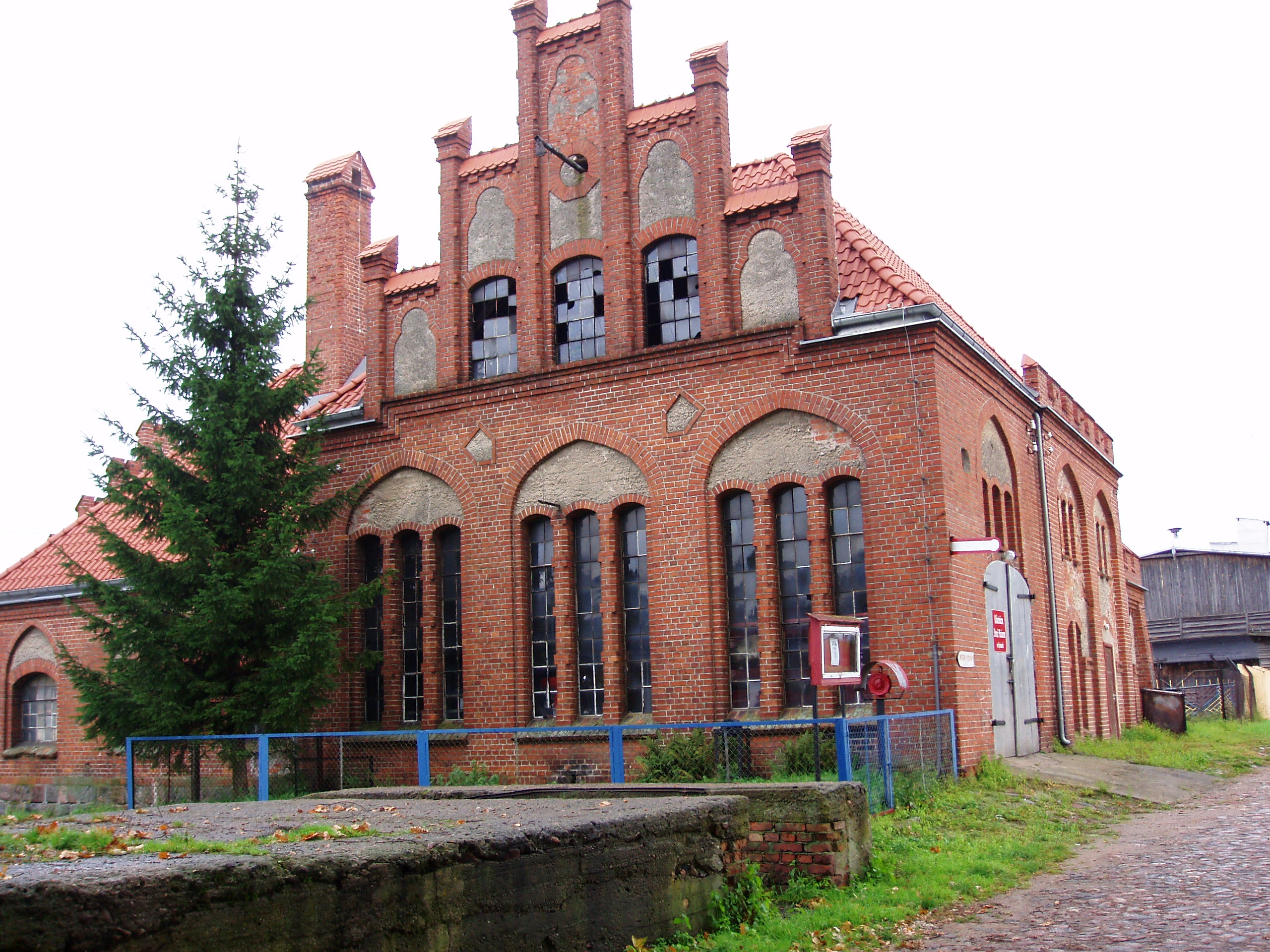
Zabudowania folwarczne, budynek ochotniczej straży pożarnej

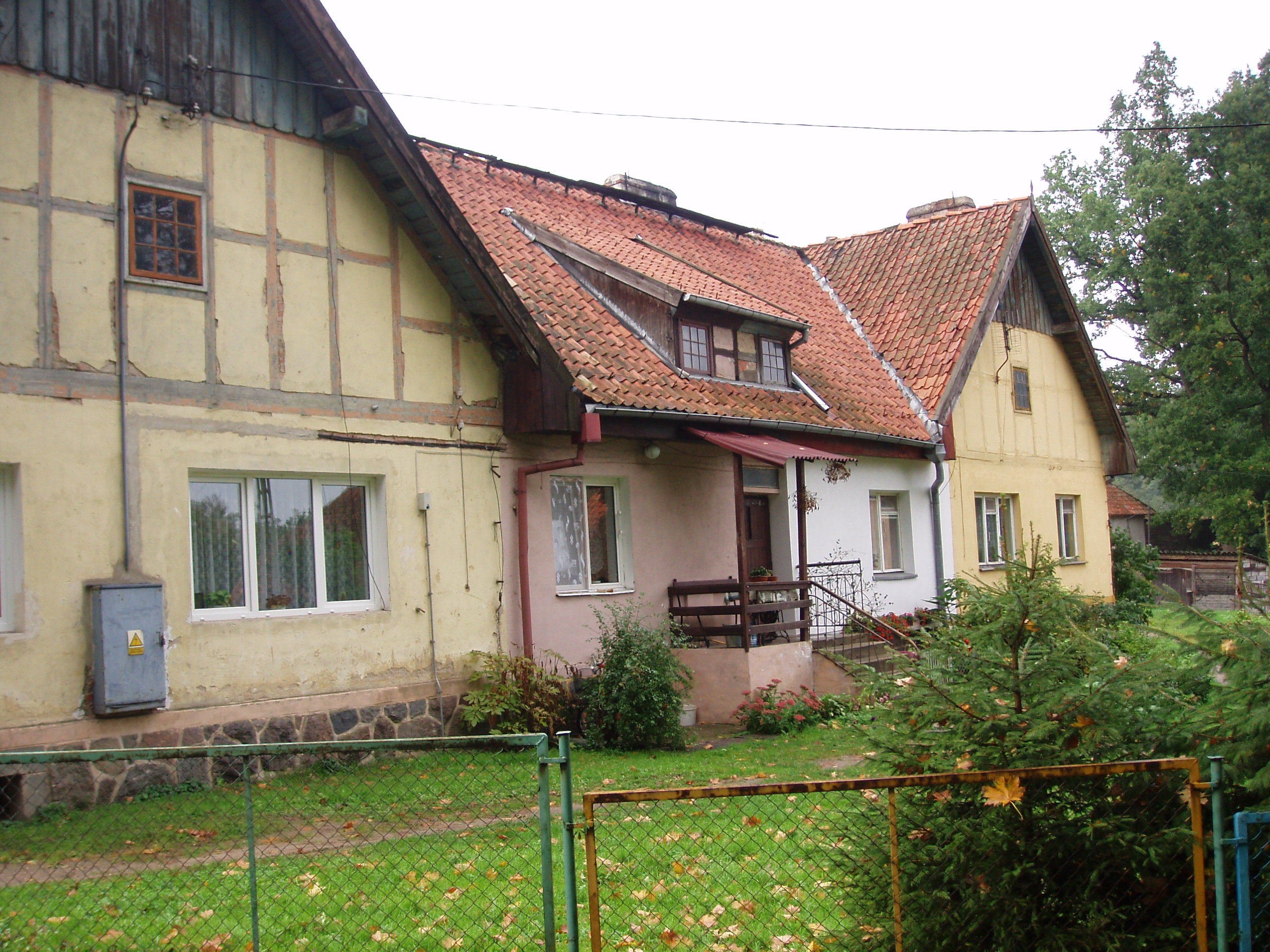
Zabudowania

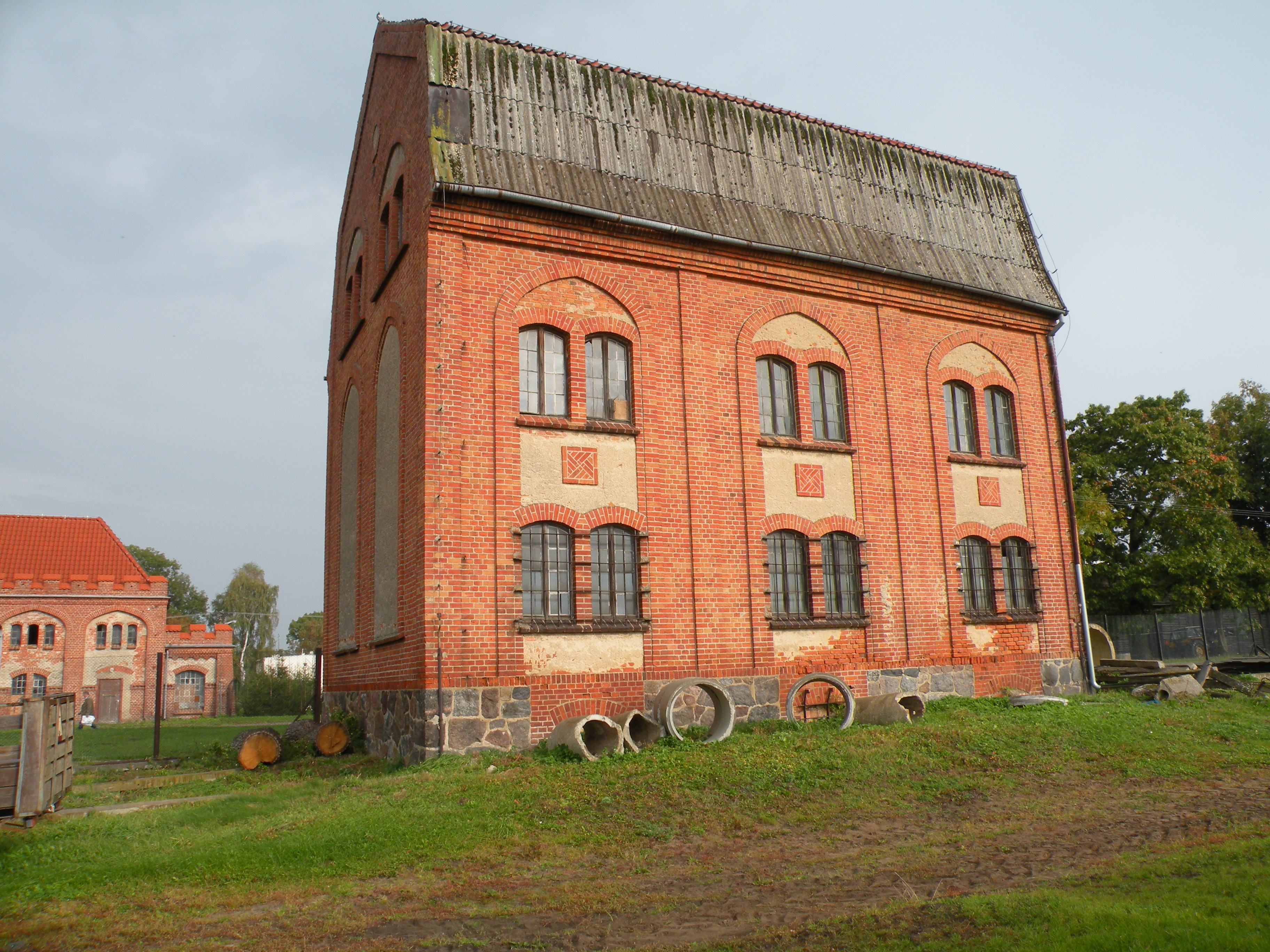
Zabudowania folwarczne, dawny młyn

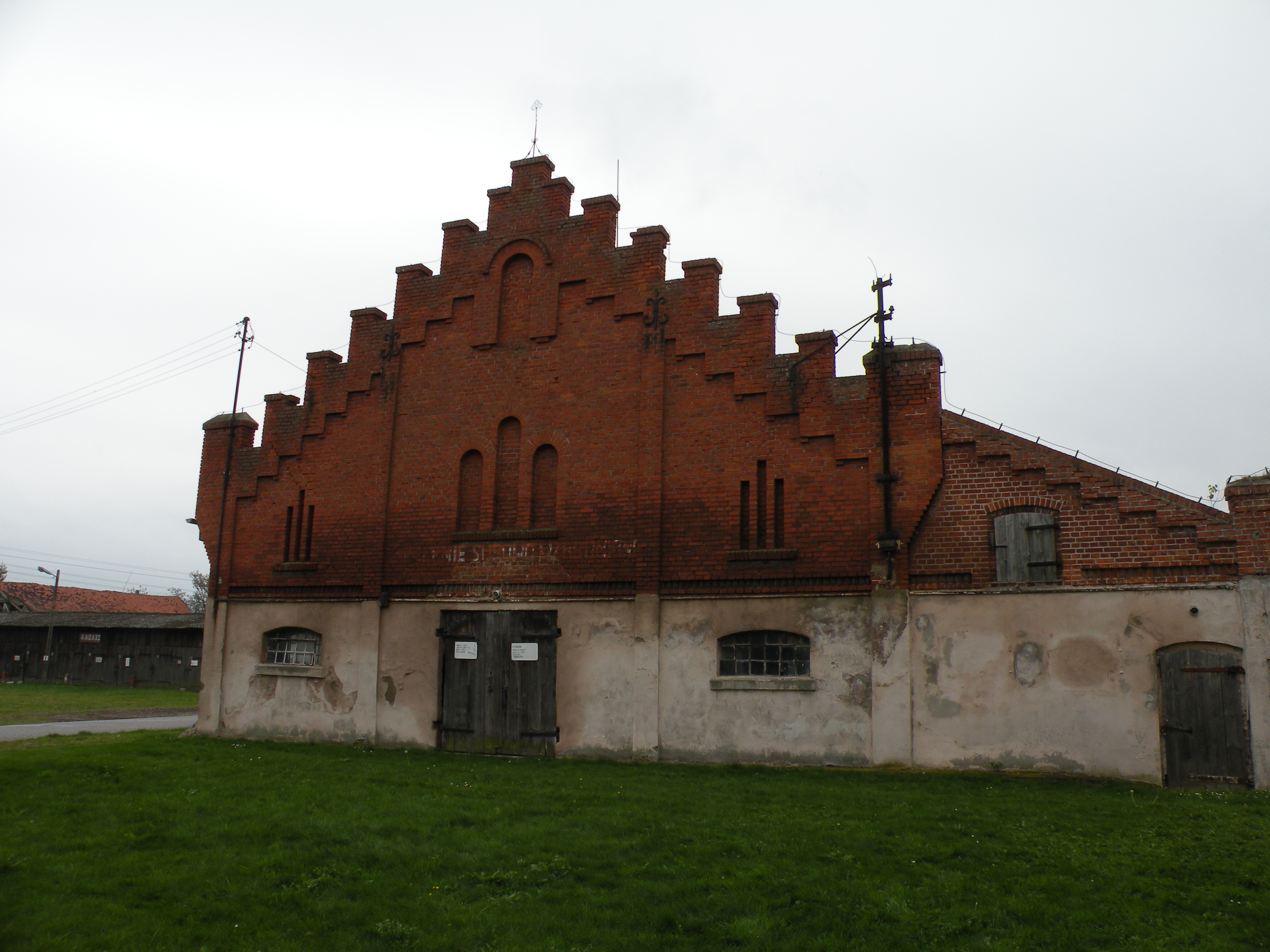
Zabudowania folwarczne

Łężany (niem. Loßainen, Lossainen) – wieś w Polsce położona w województwie warmińsko-mazurskim, w powiecie kętrzyńskim, w gminie Reszel. W latach 1975–1998 miejscowość administracyjnie należała do województwa olsztyńskiego. W przeszłości Łężany znajdowały się na terenie powiatu reszelskiego, później powiatu biskupieckiego.
Przez wieś przebiega droga wojewódzka nr 590.
W Łężanach funkcjonuje Stacja Dydaktyczno-Badawcza Uniwersytetu w Olsztynie. Dzieci z Łężan korzystają ze Szkoły Podstawowej w Leginach. W Łężanach w roku 2004 było 389 mieszkańców. Jest to największa wieś na terenie gminy Reszel. Wieś znajduje się w historycznym regionie Warmia.

## Historia
Wieś założona została w 1359 r. W Łężanach ok. 1470 r. urodził się Fabian Luzjański, późniejszy biskup warmiński. Ojciec jego Marcin burgrabia Reszla i właściciel Łężan pochodził z rodziny Merkelingerode, która od nazwy wsi przybrała nazwisko von Lossainen. W spolszczeniu nazwisko to przybrało formę Luzjański. Miała na to wpływ żona Marcina Elżbieta Kościelecka, która męża poznała na dworze biskupa Pawła Legendorfa, jego matka była też z Kościeleckich. Właścicielem Łężan do 1551 r. był Jan Luzjański (brat biskupa Fabiana Luzjańskiego). Nie wiadomo kto został właścicielem majątku po śmierci Jana Luzjańskiego. Na początku XVII w. właścicielami Łężan była rodzina von Ölsenów. Jerzy von Ölsen w 1610 brał udział w Sejmiku Warmińskim, który odbywał się w Reszlu. Po Ölsenach właścicielami Łężan była rodzina Truchses von Wetzhausen. Przedstawiciel tej rodziny Jerzy Truches von Wetzhausen w 1621 r. reprezentował stany warmińskie w delegacji do króla Zygmunta III Wazy z prośbą o obniżenie podatków. Majątek Łężany dostał się później w ręce rodu Stanisławskich (Albert Ludwik Stanisławski i jego następców, m.in. właścicieli Mołdyt). W XVIII w. dziedzicami Łężan była rodzina Gąsiorowskich znana z przywileju wystawionego przez biskupa Załuskiego na postawienie karczmy w Kabinach.
W 1820 w Łężanach było 9 domów i 75 mieszkańców.
Właścicielem Łężan od ok. 1885 r. był Gustaw Fischer, a później 1910 r. jego syn Reinhold von Fischer-Loßainen (kontradmirał, który uzyskał szlachectwo). W styczniu 1945 r., gdy Armia Czerwona zajęła Łężany właścicielem majątku była wdowa po Reinholdzie (jego druga żona). Sztab Czerwonoarmistów ulokował się w łężańskim pałacu, a majątek był użytkowany przez wojsko. Po 1945 r. w majątku utworzono tu PGR, który w 1954 r. przejęła Wyższa Szkoła Rolnicza w Olsztynie, przekształcona później w Akademię Rolniczo-Techniczną. Po transformacji ustrojowej pałac z majątkiem w Łężanach wydzierżawił poseł z ramienia SLD Tadeusz Matyjek. ART w Olsztynie weszła w skład nowo utworzonego Uniwersytetu Warmińsko-Mazurskiego. Uczelnia ta jest właścicielem i administratorem Łężan.

## Pałac w Łężanach
Pałac w Łężanach wybudowano ok. 1910 r., kilkadziesiąt metrów na zachód od istniejącego wówczas dworu, na terenie parku krajobrazowego. Neobarokową budowlę wzniesiono na planie zbliżonym do prostokąta, którego oś biegnie z południowego zachodu na północny wschód. Pałac od strony północno-zachodniej posiada cztery kondygnacje, a od południowo-wschodniej trzy. Reprezentacyjny podjazd do pałacu zdobiony portykiem, znajduje się od tej pierwszej strony. Na lewo od portyku naroże pałacu zdobione jest wielokątną wieżą, której wnętrza stanowią część pomieszczeń odpowiednich kondygnacji. Przy ścianie północno-wschodniej usytuowana jest oszklona weranda, zdobiona u góry balustradami znajdującego się nad nią tarasu. Wejście kuchenne do pałacu znajduje się od strony południowo-wschodniej, a dalej w lewo ściana, łączy się z pałacową wieżą zakończoną czworobocznym dachem kopułowym, zwieńczonym wysoką latarnią. Za wieżą przy południowo-zachodniej ścianie znajduje się czwarte wejście do pałacu przez taras ogrodowy zdobiony pergolami. Mansardowy dach pałacu osłania ze wszystkich stron wielki czworokątny świetlik zlokalizowany nad klatką schodową i korytarzem najwyższej kondygnacji. W pałacu zachowały się elementy architektoniczne zdobiące pomieszczenia: sztukaterie na sufitach w pomieszczeniach reprezentacyjnych, marmurowe i ceramiczne kominki, kafelki ceramiczne ze scenami rodzajowymi w łazienkach i kuchni, dębowe boazerie i rzeźbienia balustrad głównej klatki schodowej. W pałacu szczególne wrażenie robi sala balowa. Sala ta posiada wysokość dwóch kondygnacji, a jej okna wychodzą ponad portykiem. W połowie wysokości sali znajduje się bogato zdobiona empora wychodząca z reprezentacyjnej klatki schodowej. Pałac w 1945 r. zajęty został przez Armię Czerwoną. W tym czasie spalony został pałac w Leginach, dwór w Woli i letnia rezydencja Fischerów, która znajdowała się w lesie przy zachodnim brzegu Jeziora Legińskiego (na prawo od drogi do Samławek). Był tam drewniany pawilon myśliwski usytuowany tuż obok wielkiego dębu. Dąb rośnie tam nadal.
Pałac w Łężanach przejął później Fundusz Wczasów Pracowniczych na ośrodek wypoczynkowy.
Staraniem Wyższej Szkoły Rolniczej w Olsztynie pałac powrócił w 1958 r. do majątku w Łężanach. Po kapitalnym remoncie w pałacu znajdowały się na dolnym parterze od strony parku: poczta, pracownie i magazyny. Na górnym parterze były kuchnia, wielka sala jadalni, pomieszczenia konferencyjno – seminaryjne (dawny salon, biblioteka, sala balowa), pracownie i przedszkole. Dyrektor Rolniczego Zakładu Doświadczalnego (RZD) mieszkał w antresoli nad kuchnią i przedszkolem. Na pierwszym piętrze pałacu znajdowały się pokoje gościnne i mieszkania: opiekuna studenckich praktyk, kierownika Gospodarstwa Rybackiego i administratora pałacu. Drugie piętro przeznaczone było na pomieszczenia hotelowe – głównie studentów odbywających praktyki. Później przeznaczenie pomieszczeń ulegało zmianom. W czasie gdy dzierżawcą pałacu (dłużej niż całego RZD) był poseł T. Matyjek spotykało się tu Prezydium Sztabu Wyborczego SLD i gościło tu dwóch prezydentów Polski i Litwy.
Obecnie pałac jest pod bezpośrednim zarządem Uniwersytetu w Olsztynie. Pałac udostępniony jest do zwiedzania.

## Mauzoleum i cmentarze
Mauzoleum Fischerów wraz z otaczającym je cmentarzem usytuowane jest na północ od pałacu w lesie, na prawo od drogi z Łężan do Legin. Mauzoleum wybudowano na początku XX w. Przy jego budowie wykorzystano skłon wzniesienia w ten sposób, że swobodnie się wchodziło z poziomu gruntu do krypty grobowej i znajdującej się nad nią kaplicy. W mauzoleum ostatni pochowany został Reinhold von Fischer. Jego metalowa trumna stanęła obok trumny jego pierwszej żony. W dniu pogrzebu Reinholda w pobliskim jeziorze zatopiony został jego admiralski jacht. Fischer miał tylko dwoje dzieci z pierwszego małżeństwa. Drugiej żonie Fischera udało się w styczniu 1945 r. zbiec w głąb Rzeszy, gdzie za kilka tygodni popełniła samobójstwo (była Żydówką, funkcjonowało jeszcze gestapo). Córka Fischera zmarła wkrótce po wojnie, a syn po służbie w dyplomacji RFN, zmarł (bezpotomnie) jako emeryt w Szwajcarii. Mauzoleum zostało zdewastowane w 1945 r., a później kaplicę przystosowano na potrzeby kaplicy katolickiej parafii Leginy. Pochówki katolików z Łężan odbywały się zawsze na cmentarzu parafialnym w Leginach. Łężany posiadały jeszcze jeden cmentarz położony wśród pól, na wschód od ośrodka zabudowy w kierunku Widryn. Cmentarz ten służył dla jakiegoś innego wyznania, zakwalifikowanego w sprawozdaniu wizytacji parafii Leginy z 1848 r. do utrakwistów, a później dla luteran.

## Majątek Łężany do 1945
Majątek w Łężanach, wraz z folwarkiem Plenowo w 1910 r. miał powierzchnię 628 ha. Później majątek został powiększony o folwark w Pilcu, gdzie prowadzono hodowlę owiec rasy czarnogłówka. Na terenie majątku w pobliżu Plenowa uruchomiono cegielnię. Cegielnia funkcjonuje nadal jako samodzielny podmiot gospodarczy.
Zabudowania gospodarcze w majątku Łężany wybudowane zostały z czerwonej cegły w stylu neogotyckim. Z zabudowań najokazalej prezentuje się kuźnia, a ciekawie wyglądała też gnojownia (płyta gnojowa okryta dachem z czerwonej dachówki, wspartym na drewnianych słupach). W majątku był też młyn zbożowy (użytkowany jeszcze w czasach RZD) oraz budynek elektrowni wiatrowej (po 1945 pozostał budynek). W interesujący sposób rozwiązano problem zaopatrzenia inwentarza w wodę. Na strumieniu wpływającym przez jez. Mutek do Jez. Legińskiego zamontowano pompę kafarową (pompa uruchamiana siłą przepływu wody), z której woda tłoczona była rurociągiem (ok. 1 km) do zbiornika retencyjnego na poddaszu jednego z budynków inwentarskich. W majątku na dachu budynku inwentarskiego (na wprost budynku administracyjnego) zainstalowany był dworski dzwon, który obwieszczał czas rozpoczęcia i zakończenia pracy.

## Rolniczy Zakład Doświadczalny w Łężanach
Rolniczy Zakład Doświadczalny w Łężanach utworzony został w 1954 jako jeden z pięciu zakładów Wyższej Szkoły Rolniczej (od 1969 ART w Olsztynie). Dyrekcja zakładów doświadczalnych znajdowała się w Olsztynie, a obok RZD Łężany podlegały jej: RZD Bałcyny, RZD Lipowo, RZD Pozorty (Używana błędna nazwa Posorty – obecnie część Olsztyna. Do RZD Pozorty należało gospodarstwo Stary Dwór – obecnie KortowoIII i osiedle Słoneczny Stok oraz gospodarstwo w Bałdach) i RZD Zajączki. W skład RZD Łężany wchodziły gospodarstwa role: Łężany, Samławki i Wola oraz gospodarstwo rybackie z rybaczówkami w Łężanach, Leginach i Pilcu. W początkowym okresie RZD Łężany posiadało 1548 ha gruntów powierzchni ogólnej, w tym 809 ha użytków rolnych, 586 ha jezior i 82 ha lasów. Później powierzchnia RZD zwiększyła się o przejęty w 1972 PGR Kocibórz w którym znajdowała się gorzelnia. W poszczególnych gospodarstwach byli kierownicy odpowiedzialni za produkcję rolną. Administracja gospodarcza RZD mieściła się w Łężanach (budynek na lewo przy wjeździe na podwórze). Dyrektorowi RZD podlegał pion gospodarczy i organizacyjnie pion naukowo-wdrożeniowy z kierownikami poszczególnych działów. Dział naukowy merytorycznie nadzorowany był przez naukowców z odpowiednich katedr w Kortowie.
W ramach działu agrotechnicznego prowadzono poletka doświadczalne związane z oceną odmian różnych gatunków roślin uprawnych. Prof. Niewiadomski prowadził tu badania i wdrożenia związane z ekologicznym zagospodarowaniem krajobrazu rolniczego (nasadzenia drzew na szczytach wzniesień, zapobiegające erozji i jednocześnie stanowiące remizy dla dzikich zwierząt). W ramach działu zootechnicznego prowadzono tu doświadczenia z zakresu żywienia zwierząt, zoohigieny, a także hodowlę zarodową owiec rasy czarnogłówka w gospodarstwie Wola. W dziedzinie rybactwa śródlądowego prowadzono badania m.in. z zakresu zarybiania jezior i technik połowów. Działalność w tym zakresie umożliwiały różne typy jezior, takich jak: jezioro Dejnowa (125 ha, maks. gł. 33 m, rozciągające się od Świętej Lipki do Pilca), jez. Trzcinno (32 ha, maks. gł. 32 m), jez. Pasterzewo (37 ha, maks. gł. 21 m), Jez. Widryńskie (125 ha, maks. gł. 27 m), Jez. Legińskie (237 ha, maks. gł. 37 m) i jez. Klawój (31 ha).
W Łężanach prowadzone były też badania z zakresu łowiectwa.
RZD Łężany funkcjonowało praktycznie do 1991, a w latach 1992–1999 jako Przedsiębiorstwo Rolnicze Tadeusz Matyjek.

## Warmiacy w RZD Łężany
W pierwszych klatach funkcjonowania RZD w Łężanach mieszkało kilkanaście rodzin Warmiaków i trzy takie rodziny w gospodarstwie Samławki. Jedna z rodzin w Łężanach o nazwisku Dukat znana była z czasów biskupa Rudnickiego, kiedy to w pobliskiej wsi Kabiny, leżącej na terenie biskupich lasów, sołtys Jerzy Dukat w 1614 otrzymał przywilej na prowadzenie karczmy. Warmiacy w Łężanach pozwolili na zachowanie ciągłości historycznych tradycji. Przykładowo ich wiedza wykorzystana była do konstruowania samołówek stosowanych niegdyś w sokolnictwie do chwytania żywych ptaków drapieżnych, w tym wypadku jastrzębia gołębiarza, w celu ochrony wypuszczanych na wolność z prowadzonej hodowli bażantów. W gospodarstwie Samławki do znanych warmińskich rodzin należała rodzina Orłowskich. Franciszek Orłowski pochodzący spod Barczewa przed 1939 r. należał do Związku Polaków w Niemczech. Jak wszyscy Warmiacy i Mazurzy wcielony był do Wehrmachtu, których wysyłano na front wschodni. Jego żona Agnieszka przed 1939 r. była wychowawczynią w polskim przedszkolu w Nowej Kaletce.

## „Wiktorówka”
„Wiktorówka” był to barak zlokalizowany na lewo od drogi z Łężan do Samławek, tuż za szkołą. Barak ten przywieziono w elementach z Wilczego Szańca, a wyposażony został głównie staraniem prof. Wiktora Wawrzyczka. Barak ten służył jako hotel (ok. 60 miejsc noclegowych) dla studentów odbywających praktyki w RZD Łężany w czasie, gdy łężański pałac był użytkowany jako ośrodek wypoczynkowy. Barak ten służył też jako hotel dla sportowców z AZS w Kortowie mających tu obozy kondycyjne oraz miejsce zgrupowań Chóru Akademickiego. Profesor Wawrzyczek był prezesem pierwszego, a opiekunem drugiego. Profesor był znany z konsekwencji i poczucia humoru. Przykładem budującym legendę profesora było zdarzenie, gdy pewien student zdający egzamin poza terminem, czkając na egzaminatora, zasnął na korytarzu Katedry Chemii. Gdy o szóstej rano (o tej godzinie rozpoczynały się często egzaminy) zjawił się prof. Wawrzyczek, wpisał do leżącego na stoliku indeksu ocenę dostateczną. Gdy później student obudzony został przez przybywających do pracy asystentów, udał się na egzamin do prof. Wawrzyczka, który go wyprosił, ponieważ spóźnił się na egzamin. Załamany student po powrocie do akademika nie chciał uwierzyć, gdy koledzy pokazali mu wpisaną do jego indeksu ocenę.
Na baraku, również w ramach żartu wobec prof. Wawrzyczka, tablicę z napisem „Wiktorówka” zawiesili studenci – chórzyści. Tablica ta wisiała do końca funkcjonowania hotelu w baraku.

## Praktyki studenckie w Łężanach
W Łężanach praktyki odbywali studenci z Wydziałów: Rolniczego, Zootechnicznego i Rybactwa WSR, a później ART w Olsztynie. Odbywały się tu praktyki miesięczne i semestralne. Jednorazowo w Łężanach przebywało od 30 do 140 studentów. W zakres praktyk wchodził: udział w prowadzonych doświadczeniach oraz wszelkie prace ręczne wchodzące w zakres gospodarstwa rolniczego, od wyrzucania obornika z cielęcych klatek do prac polowych i sadzenia lasu. Wieloletnim opiekunem studentów – praktykantów był mgr.inż Zdzisław Watta Karczewski. Jego atrybutem była lornetka, która służyła mu do obserwacji ptaków. Z jego wiedzy jako ornitologa korzystali naukowcy z Kortowa, a także z Londynu i Helsinek. Magister Karczewski często uczył studentów odróżniać szybujące na niebie bieliki, młode od starych (po sterówkach), czy zapraszał na wieczorne ciągi słonek. Znanych jest także kilka studenckich wspomnień o Zdzisławie Karczewskim słynącym ze swej łagodności i przyjaznego podejścia do studentów. Gdy pewnego razu długa kolejka studentów stała do egzaminującego ich wykładowcy, wyszedł jeden z przepytanych już żaków i został zapytany „Zdałeś!?” padła odpowiedź „Nie, dwója!”. Na to jeden zwrócił się do niego mówiąc głośno „Przyjdź jutro! Egzaminuje Karczewski! Zdasz na pewno!”. Z doświadczenia i wiedzy Zdzisława Karczewskiego korzystał także jego wieloletni przyjaciel dr Jan Sokołowski, który w swoich książkach wielokrotnie cytował mgr. Karczewskiego. W Łężanach zdarzały się czasem nieprzewidziane atrakcje. Do takich należała nauka jazdy konnej prowadzona dla swego wnuka Maćka, przez głównego zootechnika Dyrekcji RZD w Kortowie Tadeusza Chwaliboga (teścia Zbyszka Cybulskiego).